# Mohammed Al-Menhali
Mohammed Al-Menhali (Abu Dabi, 27 de octubre de 1990) es un futbolista emiratí que juega en la demarcación de defensa para el Al-Nasr SC de la UAE Pro League.

## Selección nacional
Hizo su debut con la selección de fútbol de Emiratos Árabes Unidos el 17 de diciembre de 2017 en un encuentro amistoso contra Irak que finalizó con un resultado de 1-0 tras el gol de Ahmed Malallah.

## Clubes
| Club           | País                   | Año       | Partidos | Goles |
| -------------- | ---------------------- | --------- | -------- | ----- |
| Al Jazira Club | Emiratos Árabes Unidos | 2016-2017 | 19       | 1     |
| Baniyas SC     | Emiratos Árabes Unidos | 2017      | 16       | 1     |
| Al-Wahda FC    | Emiratos Árabes Unidos | 2017-2018 | 177      | 8     |
| Al-Nasr SC     | Emiratos Árabes Unidos | 2018-     | 26       | 0     |